# Hellikon
Hellikon es una comuna suiza del cantón de Argovia, ubicada en el distrito de Rheinfelden. Limita al noreste con la comuna Obermumpf, al este con Schupfart, al sureste con Wegenstetten, al suroeste con Hemmiken (BL), al oeste con Buus (BL), y al noroeste con Zuzgen. 